# Crateritheca crenata
Crateritheca crenata is een hydroïdpoliep uit de familie Sertulariidae. De poliep komt uit het geslacht Crateritheca. Crateritheca crenata werd in 1884 voor het eerst wetenschappelijk beschreven door Bale. 